# Hinda (distrito)
Hinda é um distrito da República do Congo que faz parte do departamento de Kouilou com uma população de 32,995 habitantes.